# Josef König (polityk)
Josef König (także Sepp König, ur. 9 listopada 1889 w Braniewie, zm. 29 listopada 1959) – niemiecki urzędnik Socjalistycznej Partii Jedności Niemiec (SED) w początkowym okresie Niemieckiej Republiki Demokratycznej, szef Wydziału Transportu Komitetu Centralnego SED, został odsunięty od władzy w 1950 po skazaniu jego przybranego syna za szpiegostwo.

## Życiorys

### UrzędnikUSPD
Urodził się w Braniewie, jako syn kontrolera ruchu kolejowego. Do 1903 roku uczęszczał do szkoły podstawowej Johannisschule w Gdańsku, a po jej ukończeniu uczył się zawodu urzędnika handlowego. W 1908 przeniósł się do Berlina i do 1914 pracował w branży kupieckiej. W 1909 wstąpił do Socjaldemokratycznej Partii Niemiec (SPD) i działał w jej strukturach młodzieżowych.
W 1914 roku został powołany do służby wojskowej, służył w wojsku w czasie I wojny światowej. Po jej zakończeniu i po rewolucji listopadowej w Niemczech był członkiem Rady Robotniczej i Żołnierzy. Od 1919 do 1922 był członkiem i urzędnikiem Niezależnej Socjaldemokratycznej Partii Niemiec (USPD) w Berlinie-Schönebergu, po rozłamie w USPD powrócił do SPD.
W latach 1919–1924 był kierownikiem wydziału w Ministerstwie Spraw Wewnętrznych Rzeszy i przewodniczącym tamtejszej rady zakładowej. W 1924 roku zmienił pracę na kierownika działu prawnego oddziału zakładu ubezpieczeń Allgemeine Ortskrankenkasse w Berlinie-Wilmersdorf.
Po dojściu do władzy narodowych socjalistów w 1933 był prześladowany politycznie. Stracił pracę i aż do końca II wojny światowej był kilkakrotnie więziony. W międzyczasie prowadził pralnię w Berlinie i zdał egzamin mistrzowski w 1942 roku.

### Urzędnik w NRD
Po zakończeniu drugiej wojny światowej König odnowił swoje członkostwo w SPD i sprawował urząd burmistrza Berlina-Zehlendorf.
Po tym jak w radzieckiej strefie okupacyjnej w Niemczech SPD została zmuszona do połączenia się z Komunistyczną Partią Niemiec (KPD), König w 1946 został członkiem SED i jej pełnoetatowym urzędnikiem. W 1946 był przewodniczącym okręgu partii SED w Berlinie-Zehlendorf, a następnie został kierownikiem wydziału organizacyjnego w sekretariacie centralnym Zarządu Partii SED. W 1949 awansowany na szefa wydziału transportu i ruchu drogowego w Komitecie Centralnym SED.
W 1950 jego przybrany syn został skazany za szpiegostwo, on sam również utracił wszystkie funkcje w partii. Do 1959 roku pracował jako kierownik wydziału w Niemieckim Centrum Handlu Węglem (DHZ) w Poczdamie.